# 東武トク500形客車

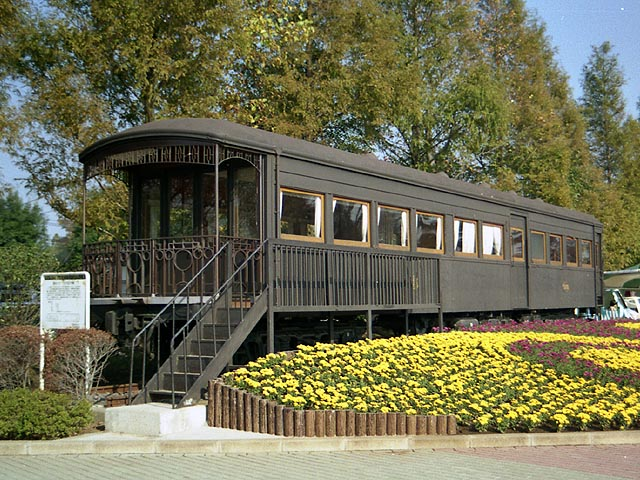
東武動物公園に展示保存されていたトク500の復元車

東武トク1形客車（とうぶトク1けいきゃくしゃ）は、東武鉄道がかつて優等列車用に保有していた展望車・貴賓車である。その車両番号からトク500形（トク500けい）の通称で呼ばれる。

## 実車の概要

### 製造と戦前の運用
東武鉄道は1929年に、日光方面への観光輸送を目的にして日光線を開業させるが、それとほぼ同じくして、貴賓車として製造された豪華車両がこのトク1形500号であった。
日本車輌製造東京支店により製造された木造車であるが、定員8名のオープンデッキの展望室兼食堂に加え、定員8名の随員室、それに料理室とボーイ室を備えた、最大20人乗りという豪華車両であった。
貴賓車というものの、実態は現在のジョイフルトレインに近いものであって、婚礼や旅行などの団体専用列車で主に用いられた。1930年11月からはそれに加え、特別車座席券制度が制定された事により、一般の特急列車の最後尾にも連結され、別料金を払う事により一般旅客も使用できるようになっている。
1932年頃には通年特急列車に連結されて使用されたが、運転台がないことから常に他の列車の最後部に連結しなければならないこと、両端駅での推進運転や転車台を使用する入替作業が必要な欠点があり、次第に稼働率は落ちていったと言われる。
その後、デハ10系のようなロマンスカーが特急用車両として製造されると、目玉車両としての地位も譲り渡し、戦時体制に突入して観光輸送どころではなくなった1943年には廃車扱いになってしまった。その後は工場の事務所代わりに使われていたが、車両の荒廃は進んだ。

### 戦後の運用
戦後、東武鉄道で連合軍専用列車の運転が行われるようになり、トク500形もそれに用いるため再整備を行おうとした。だが、軍側からは木造車は耐久性や耐火性の問題が大きいとして使用を認めないという通達が出されたため、目的を観光団体列車向けに変更し、日本車輌製造東京支店で再改造工事が行った。
この時、開放式であった展望台が密閉式になるなど、外観は大きく変化した。内装でも料理室・随員室・ボーイ室が撤去され、代わりにスタンドバーが設けられた。展望台の所には円形テーブルとソファ、それ以外の座席は転換クロスシートになった。
1949年12月から主に、鬼怒川線経由で鬼怒川温泉を目指す特急列車に、団体からの申し込みに応じて随時連結された。だが使用勝手の悪さは相変わらずであって、鬼怒川温泉駅へ到着した同客車は方向転換のため、わざわざ一度下今市駅まで回送を行っていた。
1950年7月27日からは、浅草駅 - 鬼怒川温泉駅間で週末の温泉客を狙い、土曜の下り特急列車、日曜の上り特急列車に連結される定期運用を組んだ。これは1951年11月26日まで継続したが、5700系の竣工もあって使用頻度は再び減少し、1957年3月に廃車となった。
その後、廃車体は西新井検車区（現・東京地下鉄千住検車区竹ノ塚分室）の詰所として用いられたが、1966年に検車区が北春日部駅付近へ移転（春日部検修区(現・南栗橋車両管区春日部支所)）したため用途を失い解体された。
しかし、2023年7月に就役した日光線用特急電車N100系（SPACIA X）は、トク500形を彷彿とさせる趣きがあるとされている。

## 復元
1981年3月28日、東武鉄道の創立80周年を記念して、アルナ工機の手で就役当時の姿を再現したトク500形の復元車が製造され、同じく創立80周年の記念事業として開園した東武動物公園に設置された。その後、老朽化のため1996年に解体されている。